# Skara Sommarland
Скара Соммарланд (швед. Skara Sommarland) — парк развлечений, расположен в 8 км к востоку от Скары. Он был основан в 1984 году шведским предпринимателем Бертом Карлссоном. Парк привлекает около 350000 посетителей в год.